# Свичкрафт
«Свичкрафт» (или «Switchcraft» ≈ рус. Магия выключателя) — мультипликационный фильм Константина Бронзита.

## Сюжет
Анимационный герой ложится спать, но ему мешает шорох из мышиной норы. Он включает свет и устанавливает мышеловку. Выключает свет. Шорох. Включает свет — мышеловка исчезла. Он ставит новую и привязывает её к кровати. Выключает свет. Шорох. Включает свет — он сам и кровать находятся вне дома, который виднеется вдалеке с проломленной стеной. Вернувшись домой, герой устанавливает новую мышеловку и привязывает к ней кота. Выключает свет. Шорох. Включает свет — мышеловка и кот исчезли. Через некоторое время кот возвращается совершенно счастливым. Герой устанавливает новую мышеловку и привязывает к ней себя. Кот выключает свет. Шорох. Включается свет — герой и мышеловка исчезли. Вскоре герой возвращается и устанавливает в мышеловку бомбу. Выключает свет. Раздаётся звон будильника. Включается свет. Герой у себя на кровати, около совершенно целой стены — мышеловка, кот и часы. Герой облегчённо вздыхает и нажимает кнопку будильника. Раздаётся взрыв.

## Художественные особенности
Голландский мультипликатор Пол Дриссен, подчеркнув схожесть своего собственного стиля и стиля Бронзита в «Switchcraft», так сформулировал отличие русских и западных анимационных фильмов: 

в русских больше необъяснимых ситуаций и совсем иные представления о логичности. Действие развивается, подчиняясь не столько логике, сколько неосознанным импульсам, зову бессознательного. Для европейца сюжет держится на логике развития действия, а не на внутренних иррациональных импульсах, которые, неожиданно меняя течение сюжета, создают эффект непредсказуемости. В этом сокрытии движущих причин и таится очарование, момент привлекательности.

## Критика и отзывы
Критик Игорь Манцов в «Новейшей истории отечественного кино» так характеризует эту работу: 

В «Switchcraft» Бронзит три четверти фильма нагнетает напряжение и интригует. Но вдруг отрекается от собственных формальных достижений, объявляя случившееся с героем и его котом — всего-навсего сном! Отменив предшествующий алогизм, на последних секундах затевает новый фильм. Затевает лишь для того, чтобы тут же, самым банальным образом его завершить: нажав на кнопку будильника, герой отчего-то провоцирует взрыв. Он сам, кот, дом и мир летят ко всем чертям. Такой немотивированный финал есть не что иное, как бегство с поля битвы за смысл.
Елена Грачёва в обзорной статье о творчестве режиссёра называет «Switchcraft» — фильмом-каламбуром, «в котором Бронзиту удалось доказать родство простейших приёмов страшного и смешного на каком-то очень глубинном уровне сознания».

## Признание и награды
- 1995 год — Главный приз конкурса анимационного кино фестиваля «Окно в Европу» (г. Выборг, Россия)
- 1995 год — Гран-при за лучший короткометражный анимационный фильм на МФ анимационных фильмов в Анси (Франция)
- 1995 год — Специальный приз жюри III Международного анимационного фестиваля КРОК (Россия — Украина)

## Создатели
| Автор сценария       | Константин Бронзит                                      |
| Режиссёр             | Константин Бронзит                                      |
| Художник-постановщик | Константин Бронзит                                      |
| Аниматор             | Денис Чернов                                            |
| Художники            | Екатерина Круглова Кристина Ким Ольга Суменко Елена Бац |
| Оператор             | Ирина Ершова                                            |
| Звукорежиссёры       | Александр Боярский Валентин Васенков Владимир Голоунин  |
| Монтажёр             | Элеонора Дунаевская                                     |
| Продюсеры            | Валерий Зизенберг Вадим Соколов                         |